# Henry Charles FitzRoy Somerset, VIII duca di Beaufort
Henry Somerset, VIII duca di Beaufort (Parigi, 1º febbraio 1824 – Stoke Gifford, 30 aprile 1899), è stato un politico, ufficiale e nobile inglese.

## Biografia
Nacque a Parigi, unico figlio di Henry Somerset, VII duca di Beaufort, e della sua seconda moglie Emily Frances, figlia di Charles Culling Smith e di sua moglie Lady Anne Wellesley. Studiò a Eton College.

## Carriera militare
Dal 1842 al 1852, fu aiutante di campo del duca di Wellington, allora comandante in capo delle forze. È stato promosso tenente il 7 luglio 1843. Il 13 agosto 1847, ha acquistato il grado di capitano nel 7° degli Ussari.
Il 15 giugno 1852, venne nominato vice luogotenente di Gloucestershire, e dopo la morte di Wellington nel mese di settembre, ha continuato a servire come aiutante di campo al nuovo comandante in capo, visconte Hardinge, fino alla morte di quest'ultimo nel 1856. Il 5 maggio 1854, è stato nominato tenente colonnello.

## Carriera politica
Nel 1846, fu membro del Parlamento per East Gloucestershire come deputato conservatore. Nel mese di novembre succedette al padre come duca di Beaufort. Fu nominato Magister equitum, il 26 febbraio 1858.

## Matrimonio
Il 3 luglio 1845 sposò Lady Georgiana Charlotte Curzon (29 settembre 1825 - 14 maggio 1906), figlia di Richard Curzon-Howe, I conte di Howe e di lady Harriet Brudenell. Ebbero cinque figli:
- Henry Adelbert Wellington FitzRoy Somerset, IX duca di Beaufort (1847-1924), sposò Louise Emily Harford ed ebbe figli;
- Lord Henry Richard Charles Somerset (1849-1932), sposò Lady Isabella Caroline Cocks ed ebbe figli;
- Lord Henry Arthur George Somerset (1851-1926), morto celibe.
- Lord Henry Edward Brudenell Somerset (1853-1897), sposò Fanny Julia Dixie, figlia di Sir Alexander Dixie, X Baronetto ed ebbe figli;
- Lady Blanche Elizabeth Adelaide Somerset (1854-1897), sposò John Beresford, V marchese di Waterford ed ebbe figli;

## Morte
Morì nel 1899 a Stoke Gifford a causa della gotta e fu sepolto a Badminton House.

## Ascendenza
|                                                       |               |                                                 | Genitori                                 |  |  | Nonni |  |  | Bisnonni                           |  |  | Trisnonni                             |  |
|                                                       |               |                                                 |                                          |  |  |       |  |  | Henry Somerset, V duca di Beaufort |  |  | Charles Somerset, IV duca di Beaufort |  |
|                                                       |               |                                                 |                                          |  |  |       |  |  | Henry Somerset, V duca di Beaufort |  |  | Charles Somerset, IV duca di Beaufort |  |
|                                                       |               | Elizabeth Berkeley                              |                                          |  |  |       |  |  | Henry Somerset, V duca di Beaufort |  |  |                                       |  |
| Henry Charles Somerset, VI duca di Beaufort           |               |                                                 |                                          |  |  |       |  |  | Henry Somerset, V duca di Beaufort |  |  |                                       |  |
|                                                       |               | Elizabeth Boscawen                              | Edward Boscawen                          |  |  |       |  |  |                                    |  |  |                                       |  |
|                                                       |               | Elizabeth Boscawen                              | Edward Boscawen                          |  |  |       |  |  |                                    |  |  |                                       |  |
|                                                       |               | Elizabeth Boscawen                              | Frances Glanville                        |  |  |       |  |  |                                    |  |  |                                       |  |
| Henry Somerset, VII duca di Beaufort                  |               | Elizabeth Boscawen                              |                                          |  |  |       |  |  |                                    |  |  |                                       |  |
|                                                       |               | Granville Leveson-Gower, I marchese di Stafford | John Leveson-Gower, I conte Gower        |  |  |       |  |  |                                    |  |  |                                       |  |
|                                                       |               | Granville Leveson-Gower, I marchese di Stafford | John Leveson-Gower, I conte Gower        |  |  |       |  |  |                                    |  |  |                                       |  |
|                                                       |               | Granville Leveson-Gower, I marchese di Stafford | Evelyn Pierrepont                        |  |  |       |  |  |                                    |  |  |                                       |  |
| Charlotte Sophia Leveson-Gower                        |               | Granville Leveson-Gower, I marchese di Stafford |                                          |  |  |       |  |  |                                    |  |  |                                       |  |
|                                                       |               | Susanna Stewart                                 | Alexander Stewart, VI conte di Galloway  |  |  |       |  |  |                                    |  |  |                                       |  |
|                                                       |               | Susanna Stewart                                 | Alexander Stewart, VI conte di Galloway  |  |  |       |  |  |                                    |  |  |                                       |  |
|                                                       |               | Susanna Stewart                                 | Catherine Cochrane                       |  |  |       |  |  |                                    |  |  |                                       |  |
| Henry Charles FitzRoy Somerset, VIII duca di Beaufort |               | Susanna Stewart                                 |                                          |  |  |       |  |  |                                    |  |  |                                       |  |
|                                                       | Charles Smith | Thomas Smith                                    |                                          |  |  |       |  |  |                                    |  |  |                                       |  |
|                                                       | Charles Smith | Thomas Smith                                    |                                          |  |  |       |  |  |                                    |  |  |                                       |  |
|                                                       | Charles Smith | Culling Horne                                   |                                          |  |  |       |  |  |                                    |  |  |                                       |  |
| Charles Culling Smith                                 | Charles Smith |                                                 |                                          |  |  |       |  |  |                                    |  |  |                                       |  |
|                                                       |               | Zabier Charlotte Law                            | James Law                                |  |  |       |  |  |                                    |  |  |                                       |  |
|                                                       |               | Zabier Charlotte Law                            | James Law                                |  |  |       |  |  |                                    |  |  |                                       |  |
|                                                       |               | Zabier Charlotte Law                            | …                                        |  |  |       |  |  |                                    |  |  |                                       |  |
| Emily Frances Smith                                   |               | Zabier Charlotte Law                            |                                          |  |  |       |  |  |                                    |  |  |                                       |  |
|                                                       |               | Garret Wesley, I conte di Mornington            | Richard Wesley, I barone Mornington      |  |  |       |  |  |                                    |  |  |                                       |  |
|                                                       |               | Garret Wesley, I conte di Mornington            | Richard Wesley, I barone Mornington      |  |  |       |  |  |                                    |  |  |                                       |  |
|                                                       |               | Garret Wesley, I conte di Mornington            | Elizabeth Sale                           |  |  |       |  |  |                                    |  |  |                                       |  |
| Anne Wesley                                           |               | Garret Wesley, I conte di Mornington            |                                          |  |  |       |  |  |                                    |  |  |                                       |  |
|                                                       |               | Anne Hill-Trevor                                | Arthur Hill-Trevor, I visconte Dungannon |  |  |       |  |  |                                    |  |  |                                       |  |
|                                                       |               | Anne Hill-Trevor                                | Arthur Hill-Trevor, I visconte Dungannon |  |  |       |  |  |                                    |  |  |                                       |  |
|                                                       |               | Anne Hill-Trevor                                | Anne Stafford                            |  |  |       |  |  |                                    |  |  |                                       |  |
|                                                       |               | Anne Hill-Trevor                                |                                          |  |  |       |  |  |                                    |  |  |                                       |  |